# Корза (река)
Корза — река в России, протекает в Плесецком районе Архангельской области.
Вытекает из озера Великого, западнее бывшего населённого пункта Великое Озеро. Протекает через озёра Среднее и Дальнее. Устье реки находится в 38 км по левому берегу реки Нетомы на границе с Пудожским районом Карелии.
Длина реки составляет 15 км, площадь водосборного бассейна — 140 км². В 13 км от устья, по правому берегу реки впадает река Лебедиха.

## Данные водного реестра
По данным государственного водного реестра России, Корза относится к Балтийскому бассейновому округу. Водохозяйственный участок реки — Водла, речной подбассейн — Свирь (включая реки бассейна Онежского озера). Корза относится к речному бассейну реки Нева (включая бассейны рек Онежского и Ладожского озера).
Код объекта в государственном водном реестре — 01040100412102000016548.